# دانشگاه آزاد اسلامی واحد ایلام
دانشگاه آزاد اسلامی واحد ایلام، یکی از واحدهای جامع دانشگاه آزاد اسلامی در شهر ایلام است که در سال ۱۳۷۷ بنیانگذاری شد. این واحد دارای ۶۲۰۰ و ۱۲۰ رشته تحصیلی است که از این تعداد ۴۷ رشته ارشد و دکتری هستند. ۸۲ درصد دانشجویان تحصیلات تکمیلی مراکز آموزش عالی استان ایلام در این واحد مشغول به تحصیل هستند.